# Црква Светог првомученика Стефана у Крушевцу
Црква Светог Првомученика Стефана, познатија као Лазарица, налази се у центру данашњег Крушевца, а подигао ју је, највероватније између 1377/1378. и 1380. године, кнез Лазар (1371 — 1389), као придворну цркву (раније су постојала мишљења да је реч о манастирској цркви) своје новосаграђене престонице, Крушевачког Града. Има основу триконхоса, а њена спољашњост је урађена на византијски начин, наизменичним ређањем реда тесаника и три реда црвене опеке. Црква, заједно са Раваницом, представља својеврстан почетак Моравског стила и припада грађевинама сажетог типа. Црква манастира Козија подигнута је одмах потом и у извесном смислу је копија ове цркве, по свему судећи дело истих мајстора. Она је први објекат у Србији који је доживео стручну рестаурацију и конзервацију, што је обављено у периоду од 1904. до 1908. године, под руководством архитекте Пере Ј. Поповића. Пре њега, црква је, након ослобођења града од Турака, током 19. века доживела неколико аматерских обнова.
Заштитни радови на архитектури цркве и конзервација њеног иконостаса, из средине 19. века, обављени су 1989. године, а читав објекат налази се данас под заштитом Републике Србије, као споменик културе од изузетног значаја.

## Архитектура
Црква Лазарица има основу триконхоса сажетог типа са три травеја и кубетом над средњим. На западној страни се налази нартекс који је првобитно имао три улаза, али су бочни касније зазидани. Над њим се уздиже звоник са катихуменом, који је на спрату имао капелицу.
Спољашњост цркве карактерише византијски начин зидања смењивањем реда жутог тесаника са три реда црвене опеке, а урађене су и широке спојнице малтера, које избијају из равни коју ствара зид.
Бочне стране цркве су, као и све три апсиде триконхоса, подељене у вертикалне делове, који се завршавају архиволтама, док је хоризонтална подела у три дела изведена помоћу два кордонска венца. У највишем делу су смештене, међусобно различите, камене розете на црвено-жутој шаховској подлози, док су у зони испод њих, смештени прозори, око којих се налази украсна камена пластика у облику преплета. Розете, као и неки камени преплети, спадају међу најбоље у Моравском стилу и представљају најефектније декоративне елементе који, уклопљени у добро замишљене и пропорционисане архитектонске облике, чине изузетно складну целину. 

## Унутрашњост
Према досадашњим истраживањима, црква није била живописана све до средине XVIII века. Тада је зограф Андра Андрејевић са својим људима осликао цркву, између 1737. и 1740. године, али су до данас опстали само фрагменти њиховог рада. Црквени иконостас потиче из 1844. године и данас је сачуван у потпуности. Његов аутор је највероватније био сликар Живко Павловић (деда Милене Павловић-Барили), а конзервиран је 1989. године.

## Галерија
- Црква Лазарица
- Улазна капија
- Детаљ на фасади
- Иконостас
- Прочеље и главни улаз на западу
- Црква Лазарица
- Детаљ
- детаљ
- Улаз у наос
- Купола
- Крст на иконостасу
- Царске двери на иконостасу
- Розете и бифора на прочељу
- Розета изнад бочних врата на северу
- Звоник